# Štepánka Pekárová
Štepánka Pekárová (född 1913) var en tjeckoslovakisk friidrottare med kastgrenar och mångkamp som huvudgren. Pekárová blev bronsmedaljör vid den fjärde och sista damolympiaden 1934 och var en pionjär inom damidrott.

## Biografi
Štepánka Pekárová föddes 1913 i Paskov i dåvarande Österrike-Ungern.
1934 deltog hon vid den 4:e damolympiaden 9–11 augusti i London, under idrottsspelen vann hon bronsmedalj i kulstötning (efter Gisela Mauermayer och Tilly Fleischer) och bronsmedalj i femkamp (efter Gisela Mauermayer och Grete Busch). Dåtidens Femkamp omfattade kulstötning, höjdhopp, längdhopp, häcklöpning och sprint.
1935 deltog hon i de 6:e Internationella studentspelen (World Student Games, föregångare till Universiaden) 10–18 augusti i Budapest, under spelen vann hon guldmedalj i spjutkastning (före Gerda Goldmann och Erika Matthes) med 38,19 meter.